# Cam Whitmore
Cameron Whitmore, detto Cam (Odenton, 8 luglio 2004), è un cestista statunitense, professionista nella NBA con gli Washington Wizards.

## Carriera
Dopo aver trascorso una stagione con i Villanova Wildcats, nel 2023 si dichiara per il Draft NBA, venendo selezionato con la ventesima scelta assoluta dagli Houston Rockets.

## Statistiche

### College
| Anno      | Squadra            | PG | PT | MP   | TC%  | 3P%  | TL%  | RP  | AP  | PRP | SP  | PP   |
| --------- | ------------------ | -- | -- | ---- | ---- | ---- | ---- | --- | --- | --- | --- | ---- |
| 2022-2023 | Villanova Wildcats | 26 | 20 | 27,3 | 47,8 | 34,3 | 70,3 | 5,3 | 0,7 | 1,4 | 0,3 | 12,5 |
| Carriera  | Carriera           | 26 | 20 | 27,3 | 47,8 | 34,3 | 70,3 | 5,3 | 0,7 | 1,4 | 0,3 | 12,5 |

### NBA

#### Regular Season
| Anno      | Squadra         | PG | PT | MP   | TC%  | 3P%  | TL%  | RP  | AP  | PRP | SP  | PP   |
| --------- | --------------- | -- | -- | ---- | ---- | ---- | ---- | --- | --- | --- | --- | ---- |
| 2023-2024 | Houston Rockets | 47 | 2  | 18,7 | 45,4 | 35,9 | 67,9 | 3,8 | 0,7 | 0,6 | 0,4 | 12,3 |
| 2024-2025 | Houston Rockets | 51 | 3  | 16,2 | 44,4 | 35,5 | 75,0 | 3,0 | 1,0 | 0,6 | 0,3 | 9,4  |
| Carriera  | Carriera        | 98 | 5  | 17,4 | 44,9 | 35,7 | 70,7 | 3,4 | 0,8 | 0,6 | 0,3 | 10,8 |

#### Playoffs
| Anno     | Squadra         | PG | PT | MP  | TC% | 3P% | TL% | RP  | AP  | PRP | SP  | PP  |
| -------- | --------------- | -- | -- | --- | --- | --- | --- | --- | --- | --- | --- | --- |
| 2025     | Houston Rockets | 3  | 0  | 1,7 | 0,0 | 0,0 | -   | 0,3 | 0,0 | 0,0 | 0,0 | 0,0 |
| Carriera | Carriera        | 3  | 0  | 1,7 | 0,0 | 0,0 | -   | 0,3 | 0,0 | 0,0 | 0,0 | 0,0 |

### G League
| Anno      | Squadra       | PG | PT | MP   | TC%  | 3P%  | TL%  | RP  | AP  | PRP | SP  | PP   |
| --------- | ------------- | -- | -- | ---- | ---- | ---- | ---- | --- | --- | --- | --- | ---- |
| 2023-2024 | R.G.V. Vipers | 13 | 13 | 35,0 | 47,5 | 38,9 | 80,0 | 6,8 | 3,0 | 2,1 | 0,7 | 26,2 |
| 2024-2025 | R.G.V. Vipers | 11 | 11 | 28,8 | 50,3 | 40,7 | 70,0 | 5,5 | 2,6 | 0,7 | 0,5 | 19,3 |
| Carriera  | Carriera      | 24 | 24 | 32,1 | 48,6 | 39,6 | 77,8 | 6,2 | 2,8 | 1,5 | 0,6 | 23,0 |

## Palmarès
- McDonald's All-American (2022)